# Estrella Damm Sailing Team
Estrella Damm Sailing Team es un equipo de vela del Real Club Náutico de Barcelona patrocinado por Estrella Damm cuyos armadores son Ignacio Montes de León y Óscar Chaves. Ganó en cuatro ocasiones la Copa del Rey; en 1998, año de su fundación; en 2018; en 2019; y en 2025.

## Barcelona World Race
El equipo compitió en la Barcelona World Race bajo la dirección de Jan Santana.

### I edición
En la primera edición, que zarpó el 11 de noviembre de 2007 terminó en el séptimo puesto. Los patrones fueron Guillermo Altadill y Jonathan McKee. Su yate IMOCA Open 60 se construyó en Cowes, en la Isla de Wight, siguiendo un diseño de Farr Yacht Design.

### II edición
En la segunda edición, que zarpó el 31 de diciembre de 2010, también utilizó un yate IMOCA de 60 pies que fue presentado el 16 de julio de 2007 por su madrina, Judit Mascó. Los colores de su diseño colorista representaban los valores de la biodiversidad y la naturaleza y fue realizado por Custo Dalmau. Los dos patrones del equipo fueron Alex Pella y Pepe Ribes.

## Premios
En 2020, en su cuarta edición, recibió el Premio AEPN 2019, que otorga la Asociación Española de Periodistas Náuticos.